# Coppa di Romania 2010-2011 (pallavolo femminile)
La Coppa di Romania di pallavolo femminile 2010-2011 è stata la 5ª edizione della coppa nazionale di Romania e si è svolta dal 13 ottobre 2010 all'8 maggio 2011. Alla competizione hanno partecipato 12 squadre e la vittoria finale è andata per la prima volta al Club Sportiv Volei 2004 Tomis Constanța.

## Regolamento
Alla competizione prendono parte dodici squadre, tutte provenienti dalla Divizia A1. I primi due turni prevedono degli spareggi in gara unica. Le quattro squadre vincenti al secondo turno si qualificano per la final-four.

## Squadre partecipanti
| - CSM Bucarest - Universitatea Craiova - Dinamo Bucarest - Lugoj - Penicilina Iași - Piatra Neamț | - Pro-Volei Botosani - Sibiu - Știința Bacău - Târgu Mureș - Tomis Constanța - Universitatea Cluj |

## Torneo

### Calendario

#### Primo turno
| 13 ottobre 2010 - ore 14:00 - , - | Pro-Volei Botosani | 2 - 3 | CSM Lugoj       | 18-25, 25-14, 25-19, 23-25, 8-15 |
| 13 ottobre 2010 - ore 16:00 - , - | CSM Sibiu          | 3 - 0 | Penicilina Iași | 25-21, 25-20, 25-6               |
| 13 ottobre 2010 - ore 18:00 - , - | Universitatea Cluj | 1 - 3 | CSM Bucarești   | 25-15, 8-25, 19-25, 17-25        |
| 13 ottobre 2010 - ore 20:00 - , - | CSU Târgu Mureș    | 0 - 3 | Piatra Neamț    | 25-27, 13-25, 15-25              |

#### Secondo turno
| 14 ottobre 2010 - ore 14:00 - , - | CSM Lugoj     | 3 - 1 | Universitatea Craiova | 21-25, 25-12, 25-17, 25-16 |
| 14 ottobre 2010 - ore 16:00 - , - | CSM Sibiu     | 0 - 3 | Dinamo Bucarest       | 23-25, 14-25, 11-25        |
| 14 ottobre 2010 - ore 18:00 - , - | CSM București | 0 - 3 | Tomis Constanța       | 19-25, 12-25, 14-25        |
| 14 ottobre 2010 - ore 20:00 - , - | Piatra Neamț  | 1 - 3 | Știința Bacău         | 25-21, 20-25, 22-25, 16-25 |

### Final-four

#### Tabellone
|  | Semifinali      | Semifinali      | Semifinali      |                 |               | Finale        | Finale | Finale |  |
|  |                 |                 |                 |                 |               |               |        |        |  |
|  | Știința Bacău   | Știința Bacău   | 3               |                 |               |               |        |        |  |
|  | Știința Bacău   | Știința Bacău   | 3               |                 |               |               |        |        |  |
|  | Lugoj           | Lugoj           | 1               |                 |               |               |        |        |  |
|  | Lugoj           | Lugoj           | 1               |                 | Știința Bacău | Știința Bacău | 0      |        |  |
|  |                 |                 |                 |                 | Știința Bacău | Știința Bacău | 0      |        |  |
|  |                 |                 | Tomis Constanța | Tomis Constanța | 3             |               |        |        |  |
|  | Tomis Constanța | Tomis Constanța | Tomis Constanța | Tomis Constanța | 3             | 3             |        |        |  |
|  | Tomis Constanța | Tomis Constanța |                 |                 |               |               |        |        |  |
|  | Dinamo Bucarest | Dinamo Bucarest | 1               |                 |               |               |        |        |  |

#### Calendario

##### Semifinali
| 7 maggio 2011 - ore 11:00 Compexului Sportiv Concordia, Chiajna | Știința Bacău   | 3 - 1 | CSM Lugoj       | 25-14, 19-25, 25-9, 25-17  |
| 7 maggio 2011 - ore 13:00 Compexului Sportiv Concordia, Chiajna | Tomis Constanța | 3 - 1 | Dinamo Bucarest | 23-25, 25-17, 25-14, 25-14 |

##### Finale
| 8 maggio 2011 - ore 20:00 Compexului Sportiv Concordia, Chiajna | Știința Bacău | 0 - 3 | Tomis Constanța | 18-25, 23-25, 22-25 |